# 산인 해안 국립공원

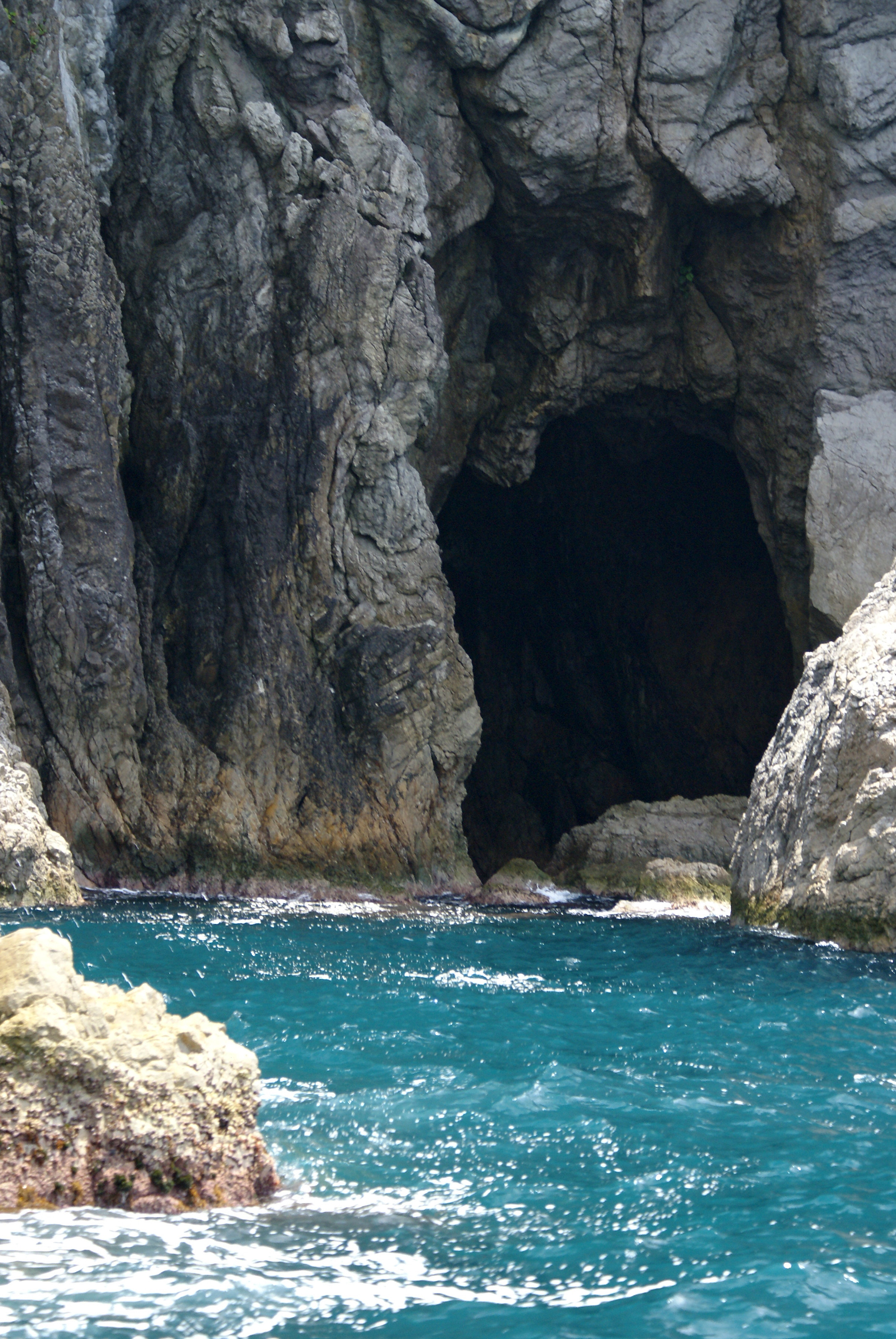
다지마미호노우라

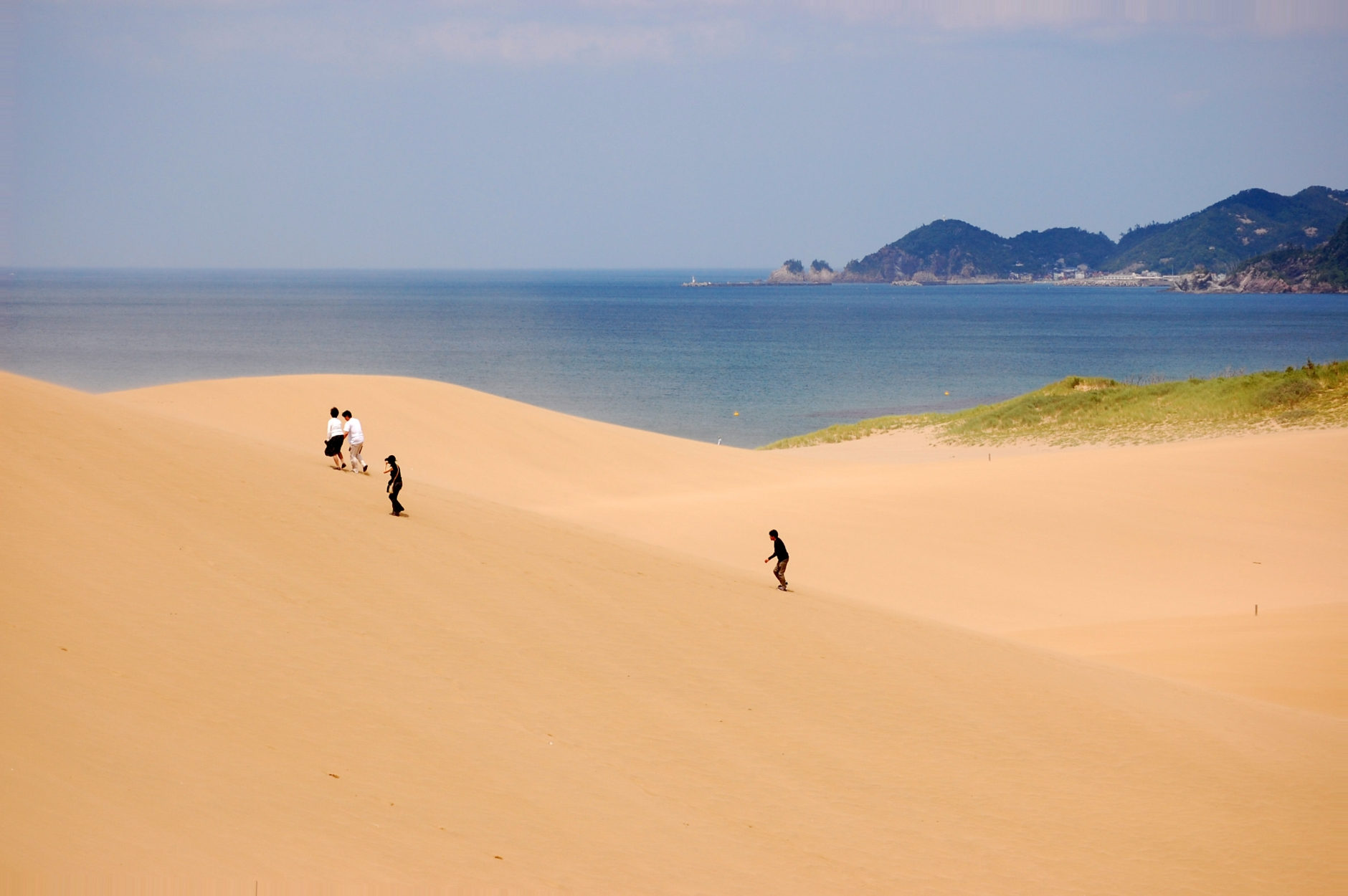
돗토리 사구

산인 해안 국립공원(山陰海岸国立公園)은 일본 혼슈섬에 있는 국립공원이다. 교토부에서 돗토리현까지의 동해안을 따라 놓여있다. 공원 지역에서는 일본에서 유일한 대규모 모래언덕인 돗토리 사구를 포함해 다양한 풍경들을 볼 수 있다. 공원은 1963년 7월 15일에 지정되었다. 총 면적은 87.84km2이다.

## 같이 보기
- 일본의 국립공원
- 일본의 관광